# Indië-monument (Den Haag)
Het Indië-monument in Den Haag werd opgericht ter nagedachtenis aan circa 161 militairen die in de periode 1945-1950 gesneuveld zijn bij de strijd in het voormalig Nederlands-Indië. 
Het monument staat net als het Indisch monument in de Scheveningse Bosjes, tussen de vijver en de professor B.M. Teldersweg, vlak bij de Ver Huellweg. Het monument werd op initiatief van de Vereniging Oud Militaire Indiëgangers (VOMI) opgericht en op 18 september 2002 onthuld door burgemeester Wim Deetman.
Het monument bestaat uit een gedenkmuur van donkergrijze gepolijste natuursteen en werd ontworpen door Gert Dumbar. De muur is 8 meter lang en 1 meter hoog. Op de muur staan op alfabetische volgorde de namen in verticale richting ingegraveerd. In 2004 zijn nog vier namen toegevoegd.
Enkele letters zijn goudkleurig uitgelicht. Deze letters vormen de volgende door dichter Jan Eijkelboom uit Dordrecht geschreven tekst:
OP WELKE GROND WERDEN ZE GELEGD IN VREEMDE AARDE
Eijkelboom is zelf ook Indië-veteraan. Op de achterzijde van het monument staat nogmaals dezelfde tekst, met daaronder een Indonesische vertaling.
Het monument is door de Meester Schabergschool geadopteerd.